# طرخشقون أطلسي ميورقي
طرخشقون أطلسي ميورقي (باللاتينية: Taraxacum atlantis-majoris) هو نوع نباتي يتبع جنس الطرخشقون من القبيلة الشيكورية.